# Aihui
Aihui (in passato nota come Aigun), è una città della Cina, situata nella Manciuria settentrionale, sulle sponde del fiume Amur. È capoluogo del distretto di Aihui, nella prefettura di Heihe, nella provincia di Heilongjiang.

## Storia
Dalla città prende il nome un trattato firmato nel 1858 fra Cina e Impero russo (trattato di Aigun), con cui la Cina cedeva alla Russia la Manciuria Esterna, una vasta regione comprendente i territori situati sulla riva sinistra del fiume Amur, e la foce dello stesso fiume.

## Geografia
Nei dintorni di Aihui si trovano numerosi siti archeologici, tra cui i resti della città storica di Aigun. Nell'area rurale è situato il villaggio di Dawujiazi, uno dei pochissimi in cui si parla ancora la lingua mancese.